# Mika Stojsavljevic
Mika Stojsavljevic (* 15. Dezember 2008) ist eine britische Tennisspielerin.

## Karriere
Stojsavljevic spielt hauptsächlich auf Turnieren der ITF Juniors World Tennis Tour und der  ITF Women’s World Tennis Tour, wo sie bislang einen Titel im Einzel gewinnen konnte.
2023 erreichte sie in Wimbledon im Juniorinneneinzel mit Siegen über Wakana Sonobe, Lucciana Pérez Alarcón und Emerson Jones das Viertelfinale, wo sie Renáta Jamrichová knapp in drei Sätzen mit 2:6, 7:66 und 1:6 unterlag. Im Juniorinnendoppel erreichte sie an der Seite von Partnerin Hephzibah Oluwadare das Achtelfinale. Bei den US Open erreichte sie als Qualifikantin das Hauptfeld im Juniorinneneinzel, wo sie in der ersten Runde Wakana Sonobe mit 0:6, 6:4 und 6:4 schlug, dann aber in der zweiten Runde gegen Kaitlin Quevedo mit 3:6, 6:3 und 3:6 verlor. Im Juniorinnendoppel erreichte sie mit Partnerin Shannon Lam wie auch schon in Wimbledon das Achtelfinale. Im Oktober erhielt sie eine Wildcard für das Hauptfeld im Dameneinzel der mit 60.000 US-Dollar dotierten Scottish Open Championships, wo sie aber bereits in der ersten Runde gegen Kajsa Rinaldo Persson mit 3:6 und 5:7 verlor. Auch die Wildcard für das Doppel konnten sie und ihre Partnerin Hephzibah Oluwadare nicht nutzen. Sie verloren in der ersten Runde gegen die topgesetzte Paarung Francisca Jorge und Maia Lumsden klar mit 0:6 und 3:6.
2024 startete Stojsavljevic bei den Australian Open und erreichte sowohl im Juniorinneneinzel als auch zusammen mit Partnerin Emerson Jones im Juniorinnendoppel jeweils das Achtelfinale. Im Februar qualifizierte sie sich für das Hauptfeld der mit 40.000 US-Dollar dotierten Lexus GB Pro-Series Roehampton, wo sie mit Siegen über Malene Helgø und Katy Dunne das Viertelfinale erreichte, dort aber gegen Lulu Sun mit 3:6 und 3:6 verlor. Im Doppel erreichte sie an der Seite von Mingge Xu ebenfalls das Viertelfinale. Im April konnte sie den ersten Titel bei einem ITF-Turnier im Einzel gewinnen. Bei den French Open schied sie im Juniorinneneinzel nach ihrer 1:6 und 2:6 Erstrundenniederlage gegen Elisara Janewa aus. Im Juniorinnendoppel erreichte sie an der Seite von Wakana Sonobe das Viertelfinale.

## Turniersiege

### Einzel
| Nr. | Datum          | Turnier    | Kategorie | Belag     | Finalgegnerin   | Ergebnis  |
| --- | -------------- | ---------- | --------- | --------- | --------------- | --------- |
| 1.  | 28. April 2024 | Nottingham | ITF W25   | Hartplatz | Julie Belgraver | 7:67, 6:3 |

## Abschneiden bei Grand-Slam-Turnieren

### Juniorinneneinzel
| Turnier         | 2023 | 2024 | 2025 | Karriere |
| --------------- | ---- | ---- | ---- | -------- |
| Australian Open | –    | AF   | 1    | AF       |
| French Open     | –    | 1    | —    | 1        |
| Wimbledon       | VF   | 2    | 1    | VF       |
| US Open         | 2    | S    |      | S        |

Zeichenerklärung: S = Turniersieg; F, HF, VF, AF = Einzug ins Finale / Halbfinale / Viertelfinale / Achtelfinale; 1, 2, 3 = Ausscheiden in der 1. / 2. / 3. Hauptrunde; nicht ausgetragen

### Juniorinnendoppel
| Turnier         | 2023 | 2024 | 2025 | Karriere |
| --------------- | ---- | ---- | ---- | -------- |
| Australian Open | –    | AF   | VF   | VF       |
| French Open     | –    | VF   | —    | VF       |
| Wimbledon       | AF   | F    | AF   | F        |
| US Open         | AF   | VF   |      | VF       |